# Zaplluzhë
Zaplluzhë (serb. Заплужје, Zaplužje) – wieś w Kosowie, w regionie Prizren, w gminie Dragaš. W 2011 roku liczyła 1273 mieszkańców. 